# 2005 في إندونيسيا
فيما يلي قوائم الأحداث التي وقعت خلال عام 2005 في إندونيسيا.

## سياسة

### تعيين في المنصب
- 3 أغسطس – باسوكي تجاهاجا بورناما Regent of East Belitung ‏.
- 7 ديسمبر – سري مولياني إندراواتي Minister of Finance of Indonesia  [لغات أخرى]‏.

## رياضة
- 1 يناير – دوري السوبر الإندونيسي 2005 الفائز برسيبورا جايابورا.

## وفيات

### أبريل
- 4 أبريل – غوردون بارتون (مواليد 1929) رجل أعمال أسترالي.

### يونيو
- 29 يونيو – رسلان عبد الغني (مواليد 1914) دبلوماسي إندونيسي.

### أغسطس
- 8 أغسطس – إلزه فيرنر (مواليد 1921) ممثلة ألمانية.